# Алиев, Адалло Магомедович
Адалло́ Магоме́дович Али́ев  (авар. Барзиказул (Ачилазул) МухӀаммадил ГӀадалло; 15 февраля 1932 года, Урада, Дагестанская АССР — 30 августа 2015 года, Махачкала, Дагестан) — аварский поэт, прозаик, публицист, заместитель Шамиля Басаева в Конгрессе народов Ичкерии и Дагестана. Осужден за участие в незаконных вооруженных формированиях.

## Биография
Классик аварской поэзии и один из самых жёстких критиков существующего в Дагестане политического строя, ведущего — по его словам — курс на деэтнизацию и деисламизацию дагестанцев.
По окончании Кахибской средней школы (1949 г.), поступил на заочное отделение Дагестанского государственного педагогического института (ныне Дагестанский государственный университет). Работал учителем начальных классов в родном селе. По обвинению в нанесении тяжких телесных повреждений был приговорён к пяти годам лишения свободы. По амнистии (в связи со смертью Сталина) вскоре освобождён.
Писал стихи и начал печататься ещё в школьном возрасте. Был приглашён на работу в республиканскую газету «Багӏараб байрахъ» («Красное знамя»). В 1957 г. поступил в Литературный институт им. Горького в Москве. Окончив его в 1965 г., работал референтом Общества «Знание» редактором журналов «Соколёнок», «Дружба», газет «Путь Ислама», «Мосты». С 1990 г. возглавлял аварскую секцию Союза Писателей Дагестана. В 1992 г. вышел по политическим убеждениям из членов Союза Писателей СССР и оставил работу в Союзе Писателей Дагестана.
Во второй половине 1980-х гг. был избран председателем аварского общественно-политического и культурно-просветительского общества «Джамаат», вице-президентом «Конфедерации Горских народов Кавказа», заместителем амира организации Конгресс народов Чечни и Дагестана.
Адалло был ключевым лидером дагестанских боевиков, который пригласил чеченских моджахедов в Дагестан в 1999 году, после событий в 1999 году в течение пяти лет (1999—2004) скрывался за границей, затем сдался российским властям и был осуждён за участие в незаконных вооруженных формированиях. По возвращении в Дагестан был приговорён к восьми годам лишения свободы (условно) по статьям «призыв к насильственному свержению власти» и «участие в незаконных вооружённых формированиях».
Выступил в дагестанских СМИ и в Дагестанском Научном Центре Российской Академии Наук c критикой кириллической графики аварского языка и практики искусственного ввода в язык избыточного количества русских заимствований. Оценивая нынешний («официальный») статус аварского языка как «унизительный», ратует за придание ему «государственного» статуса, по крайней мере, на территории с преимущественно аварским населением. Одним из первых высказывался за возвращение из петербургской Кунсткамеры черепа Хаджи-Мурата для достойного погребения в соответствии с мусульманскими традициями и открытие в Махачкале музея художника-политэмигранта Халил-Бека Мусаясул. Адалло нередко сравнивают с американским Эзрой Паундом, видя в нём безусловно талантливую, но вместе с тем и излишне политически ангажированную, эксцентричную личность с ультраправыми взглядами.
Автор более пятидесяти книг на аварском и русском языках. Также отдельные книги вышли религиозно исторического характера «Путешествие к предкам», «Просветители о Небесной книге» и др. На русский язык произведения Адалло переводили известные поэты Юрий Кузнецов, Петр Кошель, Александр Говоров, Миясат Муслимова и др. Отдельные произведения вышли в свет за рубежом на турецком и других языках.
Основные творческие работы: «Птица огня», «Тайные письма», «Алмазное стремя», «Воспоминания о любви», «Годекан», «Живой свидетель». 
Скончался 30 августа 2015 года на 83 году жизни.